# Horsfieldia motleyi
Horsfieldia motleyi är en tvåhjärtbladig växtart som beskrevs av Otto Warburg. Horsfieldia motleyi ingår i släktet Horsfieldia och familjen Myristicaceae. Inga underarter finns listade i Catalogue of Life.